# Фрітаун (Массачусетс)
Фрітаун (англ. Freetown) — місто (англ. town) в США, в окрузі Бристоль штату Массачусетс. Населення — 9206 осіб (2020).

## Демографія
Згідно з переписом 2010 року, у місті мешкало 8870 осіб у 3162 домогосподарствах у складі 2534 родин. Було 3317 помешкань
Расовий склад населення:
| - 96,4 % — білих - 0,9 % — чорних або афроамериканців - 0,6 % — азіатів - 0,1 % — корінних американців |

До двох чи більше рас належало 1,0 %. Частка іспаномовних становила 1,2 % від усіх жителів.
За віковим діапазоном населення розподілялося таким чином: 22,7 % — особи молодші 18 років, 65,1 % — особи у віці 18—64 років, 12,2 % — особи у віці 65 років та старші. Медіана віку мешканця становила 42,4 року. На 100 осіб жіночої статі у місті припадало 100,8 чоловіків;  на 100 жінок у віці від 18 років та старших — 97,7 чоловіків також старших 18 років.
Середній дохід на одне домашнє господарство  становив 102 112 долари США (медіана — 85 040), а середній дохід на одну сім'ю — 111 388 доларів (медіана — 100 461). Медіана доходів становила 66 930 доларів для чоловіків та 46 903 долари для жінок. За межею бідності перебувало 5,9 % осіб, у тому числі 6,8 % дітей у віці до 18 років та 5,7 % осіб у віці 65 років та старших.
Цивільне працевлаштоване населення становило 5006 осіб. Основні галузі зайнятості: освіта, охорона здоров'я та соціальна допомога — 27,5 %, роздрібна торгівля — 13,9 %, виробництво — 12,6 %.